# 光明乡 (长岭县)
光明乡位于中華人民共和國吉林省松原市长岭县的西南，北邻流水镇，南邻太平山镇，东邻三清山乡，西临海青乡。总面积64平方公里，耕地面积7368公顷，林地面积2700公顷，草原面积2000公顷。

## 资源与农业
- 光明乡位于科尔沁草原南端，距省城90公里，距县城30公里，省道二级公路长白西线穿境而过，全程路段达13公里，交通条件便利。全乡共有7个行政村，45个自然屯，54个生产合作社，农业人口18325人，耕地面积7368公顷，林地面积2700公顷，可利用草原面积2000余公顷，土地资源非常丰富。
- 光明乡是长岭县产粮大乡之一，具有丰富的秸杆资源，年产玉米杆5.75万吨。全乡地下水资源丰富，属望海涝区，全乡境内年降雨量均为400mm左右。全乡现有农田小井1200眼，大井70眼，有大型喷灌设备30套。

## 行政区划
利发盛镇下辖以下地区：
海青村、高产村、草房村、园坨子村、李家炉村、贺坨子村和尹家炉村。